# Cyneoterpna
Cyneoterpna là một chi bướm đêm thuộc họ Geometridae.

## Các loài
- Cyneoterpna alpina Goldfinch, 1929
- Cyneoterpna wilsoni (R. Felder & Rogenhofer, 1875)